# Eduandrea selloana
Genre
Espèce
Classification phylogénétique
Eduandrea selloana est une espèce de plantes à fleurs de la famille des Bromeliaceae monotypique dans son genre et endémique à la région du Minas Gerais au Brésil.

## Synonymes
- Quesnelia selloana Baker, Handb. Bromel.: 85 (1889).
- Andrea selloana (Baker) Mez in A.L.P.P.de Candolle & A.C.P.de Candolle, Monogr. Phan. 9: 115 (1896).
- Nidularium selloanum (Baker) E.Pereira & Leme, Bradea 4: 235 (1986).
- Canistropsis selloana (Baker) Leme, Canistropsis - Bromeliads Atlantic Forest: 55 (1998)[2].